# Renault Safrane
La Safrane è un'autovettura di fascia alta prodotta tra il 1992 ed il 2000 dalla Casa automobilistica francese Renault. Fra il 2008 e il 2019 il nome Safrane è stato utilizzato anche per altri due modelli riservati a mercati emergenti, prevalentemente asiatici.

## Storia e profilo

### Nascita del modello
Nel periodo in cui la Renault avviò il progetto finalizzato alla realizzazione dell'erede della 25, la Casa francese stava attraversando un periodo assai delicato: i problemi finanziari non erano stati ancora del tutto risolti e il programma di risanamento economico avviato a metà anni ottanta da Georges Besse fu bruscamente interrotto dalla morte di quest'ultimo, assassinato nel 1986 sotto casa per mano di un gruppo di terroristi, per vendetta riguardo al drastico taglio di personale attuato dal presidente Renault. Al posto di Besse subentrò Raymond Lévy che proseguì con il programma di risanamento avviato dal suo predecessore. Fu quindi in questo clima che nacque e si sviluppò il progetto destinato alla Safrane, modello che avrebbe dovuto sostituire la 25. Quest'ultima si era dimostrata, durante la seconda metà degli anni '80, una vettura dal buon gradimento, specie in Francia, mentre nel resto d'Europa stava stentando di più. Della 25 vennero criticate le finiture non all'altezza di una vettura di segmento superiore e non in grado di competere con le rivali tedesche, come le BMW Serie 5, l'eccessiva leggerezza e la conseguente fragilità della scocca. Infine, alcune motorizzazioni peccavano di una certa inaffidabilità, soprattutto nelle versioni di punta.
Tali pecche dovevano essere eliminate del tutto nel nuovo modello che avrebbe sostituito l'ammiraglia della Casa della Losanga. Per quanto riguardava il corpo vettura si decise di rimanere su una carrozzeria a due volumi e mezzo, come nel modello uscente. Le condizioni principali da soddisfare erano ovviamente quelle che avrebbero annullato o quanto meno mitigato i grossi difetti della 25 stessa: scocca e telaio dovevano essere più robusti ed inoltre dovevano essere ridotte le vibrazioni e la rumorosità interna. Ciò si tradusse in un sensibile aumento di peso del corpo vettura finale.
Nel frattempo, le condizioni economiche della Renault migliorarono rapidamente: il programma di risanamento portato avanti da Lévy diede i suoi risultati. Renault strinse in quel periodo anche un'alleanza con Volvo per la produzione di motori in comune, un fatto che andrà a legarsi anche con la storia della futura Safrane. Il lancio di questo modello, per pura combinazione, avvenne nei primi mesi del 1992, proprio nel periodo in cui Raymond Lévy si accinse a lasciare la presidenza della Casa francese per ritirarsi in pensione (venne sostituito il 27 maggio da Louis Schweitzer). Uno degli ultimi compiti di Lévy fu proprio quello di occuparsi del lancio della nuova ammiraglia Renault, la cui presentazione al pubblico avvenne nel marzo del 1992 al Salone dell'automobile di Ginevra.
Venne scelto il nome Safrane che era stato utilizzato dalla Renault già diversi anni prima del lancio dell'ammiraglia degli anni '90: tale nome venne infatti scelto per identificare una versione speciale della Renault 14, denominata appunto 14 Safrane e commercializzata in Regno Unito, nei Paesi Bassi, in Svezia ed in Belgio già alla fine degli anni settanta.

#### Design esterno ed interno
Al debutto, il pubblico dall'occhio più superficiale scambiò la Safrane per un restyling della Renault 25 poiché aveva mantenuto la formula a due volumi e mezzo tanto cara alla Renault. In realtà il progetto fu completamente nuovo, sebbene alcuni tratti caratteristici della 25 fossero stati ripresi anche nel nuovo modello. In generale, la Safrane si presentava più moderna rispetto all'antenata, con una linea 'morbida', tondeggiante e sinuosa, secondo quei canoni stilistici che caratterizzavano le vetture degli anni '90. Il frontale era più aggressivo, grazie ai gruppi ottici trapezoidali che ricordavano vagamente quelli della R25 seconda serie, ma che erano leggermente ridisegnati per conferire maggior decisione al frontale della vettura. La morbidezza delle linee si riscontra nella fiancata ed in particolare nella parte posteriore di quest'ultima, dove il padiglione si raccorda dolcemente con l'accenno di coda. La presenza di un terzo, piccolo, finestrino laterale posteriore conferiva all'auto un'impostazione stilistica quasi da limousine. I gruppi ottici posteriori erano ovoidali ed uniti tra loro da un fascione in plastica.
L'abitacolo era spazioso, elegante e caratterizzato da un cruscotto moderno per l'epoca, completo e dal design accattivante. Alcune testate specializzate dell'epoca lo paragonarono al posto guida di un aereo per via dei numerosi tasti presenti nella plancia e nella console centrale. Basti pensare che 14 di essi erano destinati alla gestione del climatizzatore (che poteva essere impostato separatamente tra lato destro e sinistro, quindi era un bi-zona ante litteram), 12 per la regolazione ottimale del posto guida e 35 per le impostazioni dell'impianto hi-fi. Della 25 venne ripreso il computer di bordo con voce elettronica e il display che mostrava le informazioni relative a consumi, autonomia e velocità. Erano comunque presenti anche altri display supplementari, per un totale di sei. Il volante a quattro razze disponeva però della sola regolazione in profondità e non in altezza. In generale, l'abitabilità era notevole e consentiva anche ai passeggeri posteriori una ampia libertà di movimento, anche in caso di sedili anteriori completamente arretrati e di impostazione non ottimale del divano posteriore. Anche quest'ultimo era infatti ampiamente regolabile, anche in inclinazione. Non eccezionale la capacità del bagagliaio, pari a 480 litri.

#### Meccanica e motori

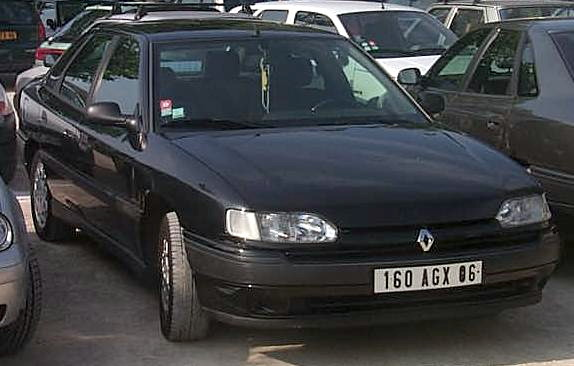
Vista frontale di una Safrane pre-restyling

La Safrane manteneva l'ormai consolidato schema meccanico "tutto avanti", cioè con motore anteriore (in questo caso disposto trasversalmente, a differenza della sua progenitrice che aveva un impianto motore longitudinale a sbalzo sull'avantreno) e trazione sulle ruote anteriori. La commercializzazione della vettura avvenne in Francia a partire dal giugno del 1992, per poi estendersi rapidamente al resto d'Europa. In Italia, però, non sarebbe arrivata che nel gennaio del 1993. Va detto che la gamma motori era differente a seconda dei Paesi di destinazione, un fatto riscontrabile anche in altri modelli della Renault, ma anche presso altre Case automobilistichee. Di seguito vengono elencati i principali motori presenti nelle gamme di debutto europee:
- 2.0i 8v: motore J7R-732 da 1995 cm³ con distribuzione monoalbero in testa a due valvole per cilindro, alimentazione ad iniezione elettronica e potenza massima di 107 CV. Tale motore non era previsto per il mercato italiano;
- 2.0i 12v: motore J7R-734/60 da 1995 cm³ con testata a 3 valvole per cilindro e potenza massima di 132 CV. Tale motore fu proposto solo in quei mercati, come l'Italia, dove le motorizzazioni sopra i 2000 cm³ erano soggette a maggiori tassazioni;
- 2.2i 8v: motore J7T-770 da 2165 cm³ con distribuzione monoalbero in testa a due valvole per cilindro, alimentazione ad iniezione elettronica e potenza massima di 110 CV. Tale motore non era previsto nel mercato italiano;
- 2.2i 12v: motore J7R-760 da 2165 cm³ con distribuzione monoalbero in testa a 3 valvole per cilindro e potenza massima di 138 CV. Anche tale motorizzazione non fu prevista in Italia;
- 3.0i V6 12v: motore PRV da 2975 cm³ con distribuzione monoalbero in testa a 2 valvole per cilindro e potenza massima di 169 CV;
- 2.1 turbodiesel: unica motorizzazione diesel d'esordio, era il J8S-760 con cilindrata di 2068 cm³ e potenza massima di 90 CV.

Il cambio era del tipo manuale a 5 marce su tutta la gamma, ma in alternativa era possibile avere a richiesta un cambio automatico a 4 rapporti (non disponibile in abbinamento al motore 2 litri a 2 valvole per cilindro).
La meccanica telaistica prevedeva sospensioni a ruote indipendenti: l'avantreno era a braccio trasversale con guida verticale, mentre il retrotreno era a bracci trasversali e biella longitudinale. Su entrambi gli assi erano presenti molle elicoidali, ammortizzatori idraulici telescopici e barre stabilizzatrici. Su alcune versioni gli ammortizzatori di serie erano di tipo oleopneumatico ed erano autolivellanti con gestione elettronica della taratura. L'impianto frenante prevedeva invece freni a disco sulle quattro ruote: i dischi anteriori erano di tipo autoventilante, mentre quelli posteriori erano pieni. Inoltre, vi erano differenze tra un allestimento e l'altro e, a parità di allestimento, tra un Paese e l'altro. Per esempio, l'allestimento di base RN prevedeva tamburi al retrotreno, ma in alcuni Paesi, come ad esempio l'Italia, l'allestimento RN comprendeva i dischi (pieni) anche nell'asse posteriore. L'ABS era di serie solo negli allestimenti più ricchi, solitamente denominati RT ed RXE, mentre in quelli di base (RN e Si, quest'ultimo esclusivo per il mercato italiano) era disponibile a richiesta. Lo sterzo era a cremagliera con servocomando idraulico.

### Evoluzione

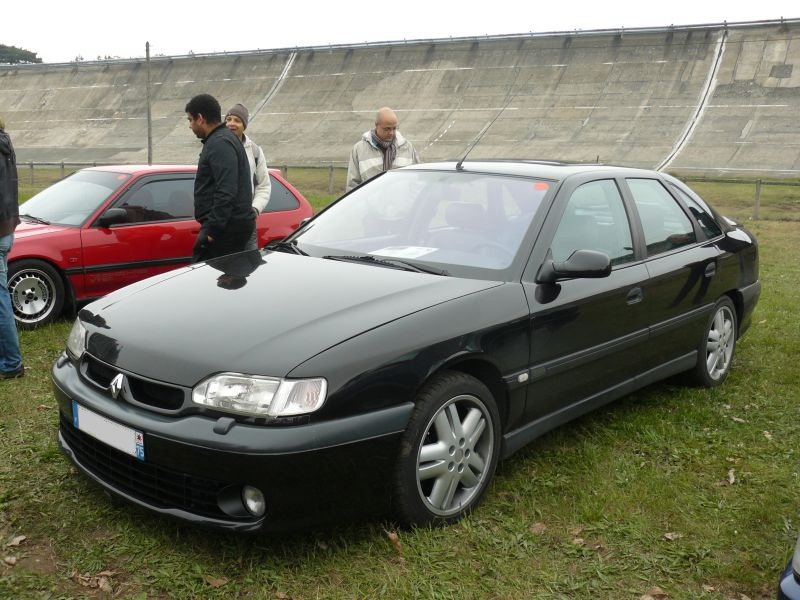
Una Safrane Biturbo, versione di punta della gamme Safrane

La critica apprezzò molto il comfort di marcia e la maneggevolezza della vettura, ma ne bocciò l'estetica fiacca e impersonale, la delicatezza del cambio manuale ed i consumi troppo alti. Per questi motivi, la Safrane ebbe un destino commerciale paragonabile a quello della sua antenata: in Francia vendette bene, ma nel resto d'Europa non riuscì a fare breccia.
Per tentare di solleticare maggiormente l'interesse della potenziale clientela, nell'aprile del 1993 fu lanciata una nuova motorizzazione a gasolio da 2.5 litri che affiancasse la prima. Tale motorizzazione, della cilindrata di 2499 cm³ era di origine Fiat ed era in grado di erogare una potenza massima di 113 CV. Nello stesso anno, la Safrane 3.0i V6 fu affiancata dalla Safrane 3.0 V6 Quadra, dotata di trazione integrale: in pratica era una trazione anteriore in condizioni normali, ma quando le circostanze lo richiedevano, veniva automaticamente inserita la trazione anche sul retrotreno mediante un giunto viscoso. Nel novembre dello stesso anno fu lanciata la versione di punta, ossia la Safrane Biturbo, che però non riuscì a sollevare l'immagine della Safrane. In ogni caso era interessante il suo comparto motoristico: il PRV da 3 litri con doppia sovralimentazione era in grado di erogare fino a 262 CV di potenza massima, potenza che poteva venir scaricata a terra anche sui due assi, in quanto questo modello era dotata della stessa configurazione di trazione integrale presente sulla normale 3.0i V6 Quadra. La velocità massima era di 250 km/h, con accelerazione da 0 a 100 km/h in 7 secondi.
Nel 1994, la Safrane Biturbo vide il proprio motore scendere da 2975 a 2963 cm³ di cilindrata, ma con prestazioni invariate. Nonostante gli sforzi della Casa di rendere interessante la gamma della Safrane, l'ammiraglia francese continuò purtroppo a riscuotere solo magri consensi: un vero peccato, poiché la Safrane offriva in effetti di più rispetto alla sua antenata, soprattutto sul fronte della sicurezza, essendo stata la prima Renault a montare gli airbag di serie, che all'inizio degli anni novanta non erano ancora molto diffusi. Anche per quanto riguarda il comportamento su strada, al modello furono riconosciute qualità non comuni, come l'eccezionale stabilità, dovuta al passo lungo e alla buona ripartizione dei pesi (nemmeno le curve più strette la mettevano in difficoltà), le sospensioni morbidissime in ogni condizione di fondo e lo sterzo, un'insuperata sintesi di leggerezza e precisione che rendeva la guida facile anche al più inesperto dei piloti.

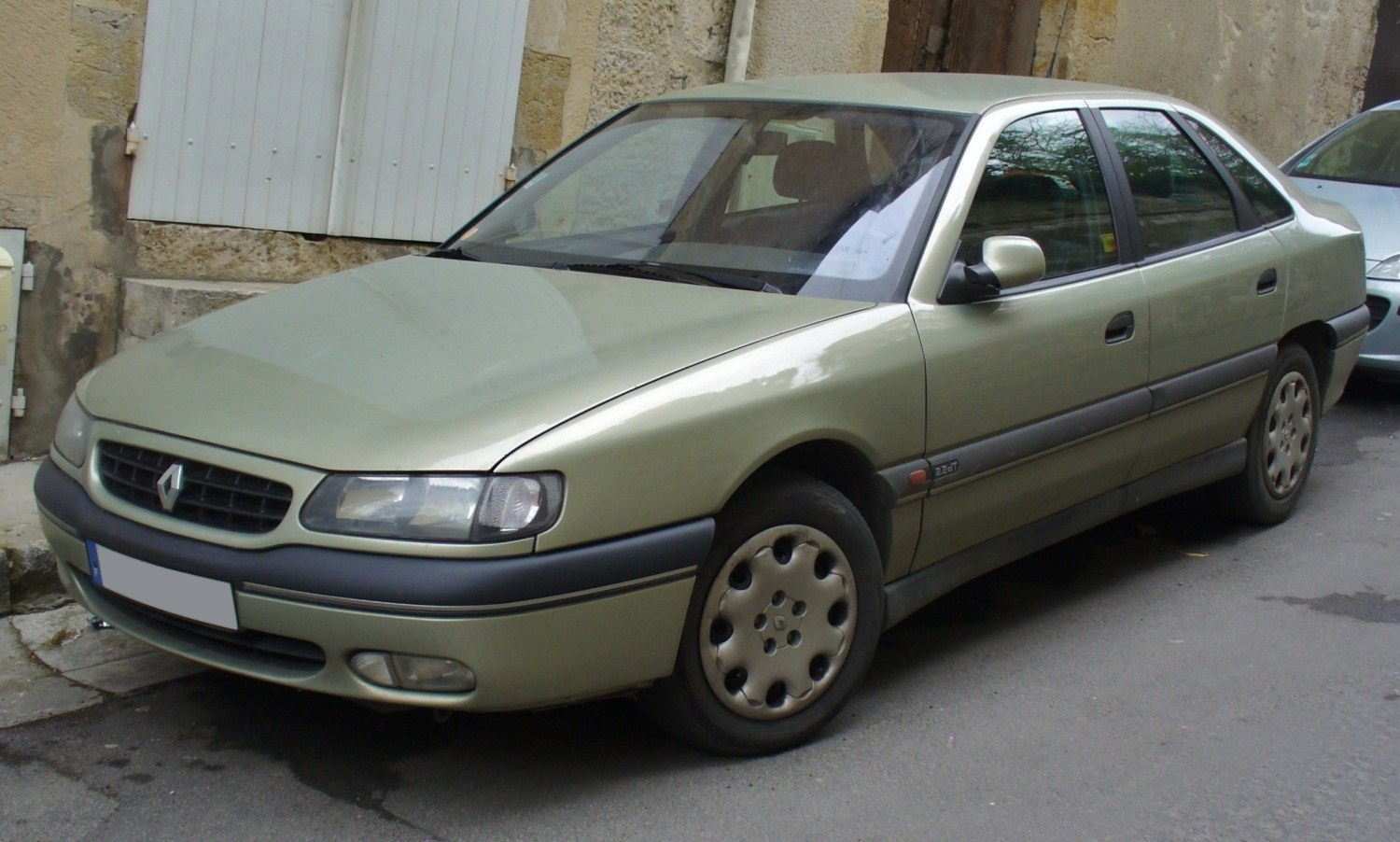
Una Safrane dopo il restyling del 1996: la nuova calandra era cromata negli allestimenti più ricchi

Per rinverdire i dati di vendita, nel 1996 fu effettuato un restyling esteticamente lieve e limitato al frontale (nuova calandra, nuovo paraurti, nuovo cofano motore e fari ridisegnati, specie nel lato interno) ed alla coda (nuovi fari posteriori dal nuovo disegno a scalino, eliminazione della fascia di raccordo tra i due gruppi ottici, paraurti rinnovato). Vi fu anche l'arrivo di cerchi ruota dal nuovo disegno. Meccanicamente gli aggiornamenti si fecero più consistenti e compresero l'introduzione di una nuova versione a gasolio da 2.2 litri con testata a 3 valvole per cilindro e potenza massima di 113 CV. Tale unità motrice rimpiazzò le precedenti motorizzazioni diesel da 2.1 e 2.5 litri. Alla base della gamma le unità da 2 litri (a due e a 3 valvole per cilindro) e da 2.2 litri (anch'essa in entrambe le declinazioni) furono sostituite da un unico motore di cilindrata inferiore, tecnicamente un 1.9, ma dal rendimento ugualmente efficace. Tale motore, costruito nello stabilimento Volvo di Skovde (Svezia), utilizzava però anche alcune componenti di origine Renault e ciò in base all'accordo di collaborazione stipulato fra le due Case alla fine del decennio precedente. Con una cilindrata di 1948 cm³, era in grado di erogare fino a 139 CV di potenza massima. Sulla base di questo nuovo propulsore venne realizzata anche una nuova motorizzazione a benzina da 2.5 litri, per la precisione 2435 cm³ che andò ad arricchire la gamma motori per la Safrane restyling. Tale motore, prodotto negli stabilimenti Volvo, la cui architettura era di 5 cilindri in linea, e la cui distribuzione era finalmente bialbero in testa a 4 valvole per cilindro, erogava una potenza massima di 164 CV, andando a finire quindi a ridosso del 3 litri PRV dal punto di vista prestazionale. Quest'ultimo, tra l'altro, fu rivisitato nelle versioni aspirate e fu portato allo stesso livello di cilindrata del 3 litri già montato sulla Biturbo, cioè a 2963 cm³, ma senza variazioni di sorta nelle prestazioni. La Biturbo, dal canto suo, fu eliminata dalla gamma.
Nonostante le novità tecniche, la Safrane continuò a raccogliere scarsi consensi nel mercato estero e finì per fare addirittura peggio della già poco incoraggiante R25. A causa dello scarso successo, subito dopo il restyling cominciò la parabola discendente della carriera commerciale della Safrane: nell'autunno del 1998 cessò la produzione della versione V6, ma la rarità degli ordini di tale versione, unita all'elevata giacenza degli esemplari prodotti, fece in modo che tale versione rimanesse a listino ancora per quasi un anno. Fu infatti nell'estate del 1999 che il 3 litri PRV fu sostituito dal 2.9 L7X con distribuzione bialbero in testa, 4 valvole per cilindro e potenza massima di 192 CV. Fu l'ultimo acuto nella carriera commerciale della Safrane: nel giro di un anno, vale a dire nell'agosto del 2000, sarebbe stata tolta dai listini. Lo smaltimento delle scorte rimase comunque molto lento: gli ultimi due esemplari di Safrane vennero consegnati nel 2001.

### Riepilogo caratteristiche
Le versioni riportate sono intese con la variante di cambio prevista di serie, per cui nel caso di versioni con cambio automatico montato come optional, cambia leggermente la sigla del modello. I prezzi riportati sono in migliaia di lire e si riferiscono al momento del debutto nel mercato italiano e al livello di allestimento meno costoso, laddove ne fossero previsti più d'uno:
| Modello | Sigla modello | Motore     | Cilindrata cm³ | Alimentazione                   | Potenza CV/rpm | Coppia Nm/rpm | Trazione  | Cambio/ n° marce        | Freni (ant./post.) | Massa a vuoto (kg) | Velocità max | Acceler. 0–100 km/h (in secondi) | Consumo (l/100 km) | Anni di produzione | Prezzo al debutto in Italia (in lire x 1.000) |
| Versioni a benzina |               |            |                |                                 |                |               |           |                         |                    |                    |              |                                  |                    |                    |                                               |
| Safrane 2.0i 8v1 | B54005        | J7R-732    | 1995           | Iniezione elettronica           | 107/5000       | 159/2500      | Anteriore | Manuale a 5 marce       | D/T                | 1.370              | 187          | 12,3                             | 10.5               | 05/1992-09/19961   | - 1                                           |
| Safrane 2.0i 12v2 | -             | J7R-734/60 | 1995           | Iniezione elettronica           | 132/6000       | 170/4500      | Anteriore | Manuale a 5 marce       | DA/D               | 1.385              | 203          | 11,2                             | 9.3                | 1992-10/19962      | 39.400                                        |
| Safrane 2.0i 16v | B54L05        | N7Q        | 1948           | Iniezione elettronica           | 136/6000       | 183/4500      | Anteriore | Manuale a 5 marce       | DA/D               | 1.450              | 207          | 10,5                             | 9.7                | 10/1996-08/2000    | 54.850                                        |
| Safrane 2.2i 8v3 | -             | J7T-770    | 2165           | Iniezione elettronica           | 110/5000       | 170/3500      | Anteriore | Manuale a 5 marce       | DA/D               | -                  | 189          | 11,9                             | -                  | 1992-963           | - 3                                           |
| Safrane 2.2i 12v4 | B54305        | J7T-R760   | 2165           | Iniezione elettronica           | 138/5750       | 186/4500      | Anteriore | Manuale a 5 marce       | DA/D               | 1.410              | 208          | 10,2                             | 10.5               | 07/1992-09/19964   | - 4                                           |
| Safrane 2.5 20v | B54F05        | N7U        | 2435           | Iniezione elettronica           | 164/6000       | 211/4000      | Anteriore | Manuale a 5 marce       | DA/D               | 1.494              | 220          | 9,1                              | 10.9               | 10/1996-08/2000    | 64.400                                        |
| Safrane 3.0i V6 12v | B54405        | Z7X        | 2975           | Iniezione elettronica           | 167/5500       | 235/4500      | Anteriore | Manuale a 5 marce       | DA/D               | 1.455              | 220          | 9,6                              | 11.3               | 06/1992-09/1996    | 64.800                                        |
| Safrane 3.0i V6 12v | B54M02        | Z7X        | 2963           | Iniezione elettronica           | 167/5500       | 235/4500      | Anteriore | Manuale a 5 marce       | DA/D               | 1.600              | 210          | 10,2                             | 14.5               | 10/1996-09/1998    | 86.600                                        |
| Safrane 3.0 V6 12v Quadra | B54408        | Z7X        | 2975           | Iniezione elettronica           | 167/5500       | 235/4500      | Integrale | Manuale a 5 marce       | DA/D               | 1.560              | 214          | 9,8                              | 12                 | 1993-96            | 70.400                                        |
| Safrane 3.0 V6 24v | B54N02        | L7X        | 2946           | Iniezione elettronica           | 194/5750       | 267/4000      | Anteriore | Automatico a 4 rapporti | DA/D               | 1.587              | 225          | 9,5                              | 11.4               | 07/1999-08/2000    | 89.592                                        |
| Safrane 3.0 V6 Biturbo | B54508        | Z7X        | 2963           | Iniez. elett. Biturbo           | 262/5500       | 365/4500      | Integrale | Manuale a 5 marce       | DA/D               | 1.600              | 250          | 7,2                              | 11.5               | 11/1993-09/1996    | 103.000                                       |
| Versioni a gasolio |               |            |                |                                 |                |               |           |                         |                    |                    |              |                                  |                    |                    |                                               |
| Safrane 2.1 dT4 | B54605        | J8S-760    | 2068           | Turbodiesel iniezione indiretta | 90/4250        | 192/2000      | Anteriore | Manuale a 5 marce       | DA/D               | 1.410              | 181          | 14,9                             | 8.4                | 07/1992-09/19964   | - 4                                           |
| Safrane 2.2 TD 12v | B54G0E        | G8T        | 2188           | Turbodiesel iniezione indiretta | 113/4300       | 234/2000      | Anteriore | Manuale a 5 marce       | DA/D               | 1.500              | 192          | 13,2                             | 7.7                | 10/1996-08/2000    | 58.350                                        |
| Safrane 2.5 dT | B54805        | S8U        | 2499           | Turbodiesel iniezione indiretta | 113/4000       | 245/2000      | Anteriore | Manuale a 5 marce       | DA/D               | 1.555              | 195          | 12,9                             | 7.6                | 04/1993-09/1996    | 42.400                                        |
| Note: 1Versione non prevista per il mercato italiano: in Francia il prezzo al debutto era di 135.000 FF 2Versione prevista solo per alcuni Paesi tra cui l'Italia 3Versione prevista solo per alcuni Paesi, tra cui non vi sono né l'Italia né la Francia 4Versione non prevista per il mercato italiano |               |            |                |                                 |                |               |           |                         |                    |                    |              |                                  |                    |                    |                                               |

### Produzione
Di seguito viene mostrata una tabella relativa alla produzione della Safrane anno per anno. I dati includono anche l'anno 2001, in cui furono consegnati gli ultimi due esemplari della Safrane:
| 1992   | 1993   | 1994   | 1995   | 1996   | 1997   | 1998   | 1999   | 2000   | 2001 | Totale  |
| ------ | ------ | ------ | ------ | ------ | ------ | ------ | ------ | ------ | ---- | ------- |
| 48.223 | 65.925 | 45.354 | 35.688 | 29.543 | 30.954 | 22.853 | 21.892 | 12.365 | 2    | 312.779 |

### Le Safrane del nuovo millennio
Il nome Safrane non scomparve nel dimenticatoio dopo l'insuccesso della pur riuscita ammiraglia degli anni '90. Alcuni anni dopo l'uscita di produzione di quest'ultima, infatti, vennero commercializzate due nuove edizioni della Renault Safrane, ma al di fuori dei confini europei, in quanto previste solo per alcuni Paesi emergenti.

#### La Renault Safrane II

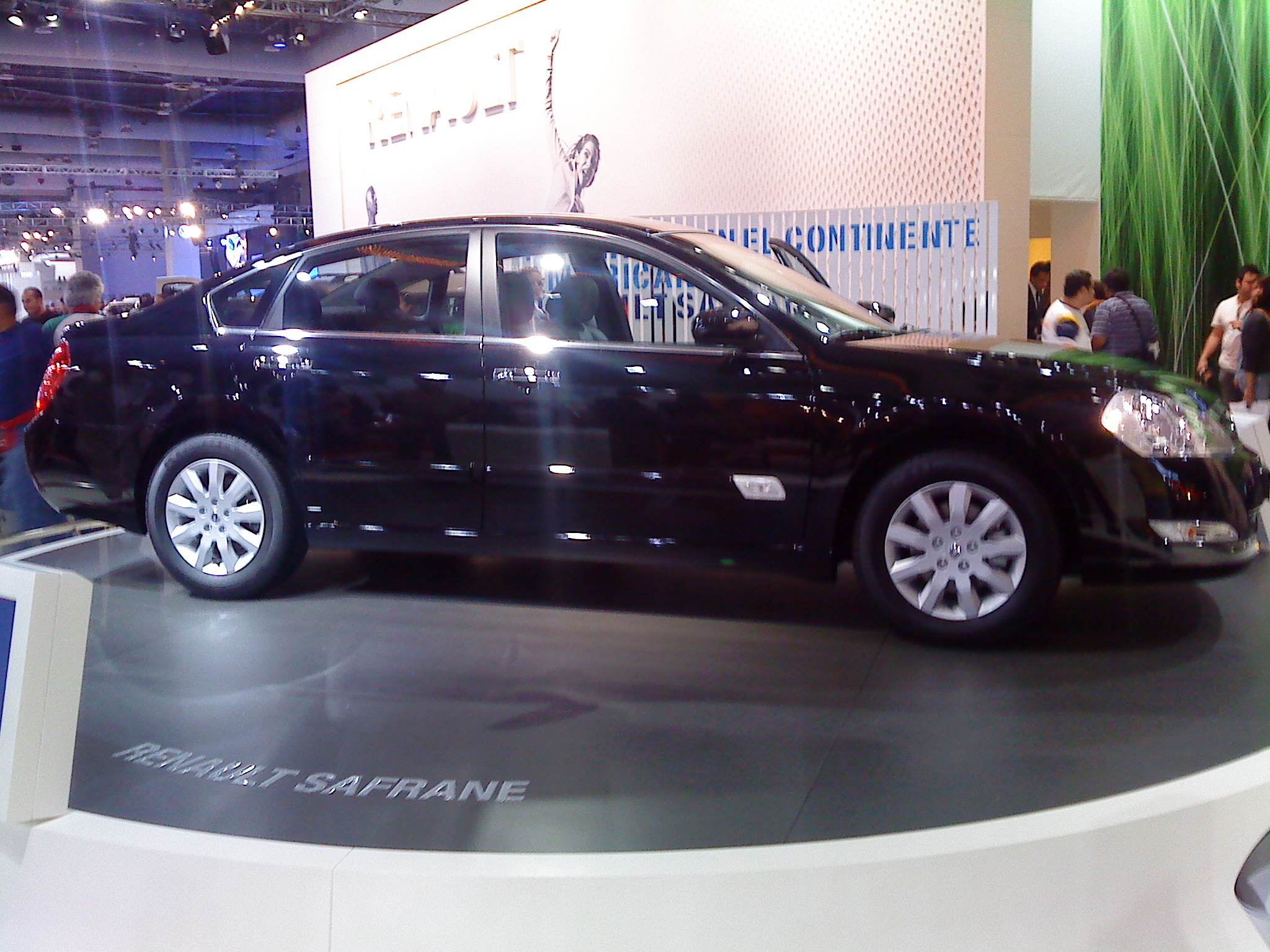
Una Renault Safrane II

La Safrane II è stato un modello, sempre di fascia alta, strettamente derivato dalla Samsung SM5 seconda serie. La parentela con il modello sudcoreano si spiega con l'alleanza stretta nel 1999 fra Renault e Nissan. La Casa nipponica, che già collaborava con la divisione automobilistica della Samsung per la produzione e la commercializzazione in loco di alcuni suoi modelli, propose alla Renault di assumere il controllo della Samsung Motors nel periodo in cui il mercato automobilistico coreano subì una forte contrazione, che tra l'altro fu anche il periodo in cui si stava perfezionando proprio l'accordo tra Nissan e Renault. Con l'acquisizione da parte di Renault del 70% del pacchetto azionario della Samsung Motors, nacque la Renault Samsung Motors, che nel suo stabilimento di Pusan (Corea del Sud), produsse durante i primi anni solo la SM5, a sua volta gemella della Nissan Maxima. A partire dal 2005, la prima serie della SM5 fu sostituita dalla seconda, stavolta basata sul pianale della Nissan Teana: in virtù di un programma di globalizzazione intrapreso dalla Renault e volto a proporre la SM5 anche in altri Paesi, questa vettura venne esportata anche nei Paesi del Golfo Persico ed in Messico, ma non più con il marchio Samsung, bensì rispolverando il nome Safrane e dando così vita nel 2008 alla Renault Safrane II. Molto simile alla SM5 ed alla Teana, la Safrane II ne differiva specialmente per il frontale ridisegnato. Era equipaggiata con un motore V6 Nissan della famiglia VQ, con cilindrata di 2349 cm³ e potenza massima di 170 CV. Tale motore era abbinato ad un cambio automatico a 5 rapporti. Venne prodotta solo per sei anni, dopodiché fu sostituita nel 2014 dalla successiva Safrane.

#### La Renault Safrane III

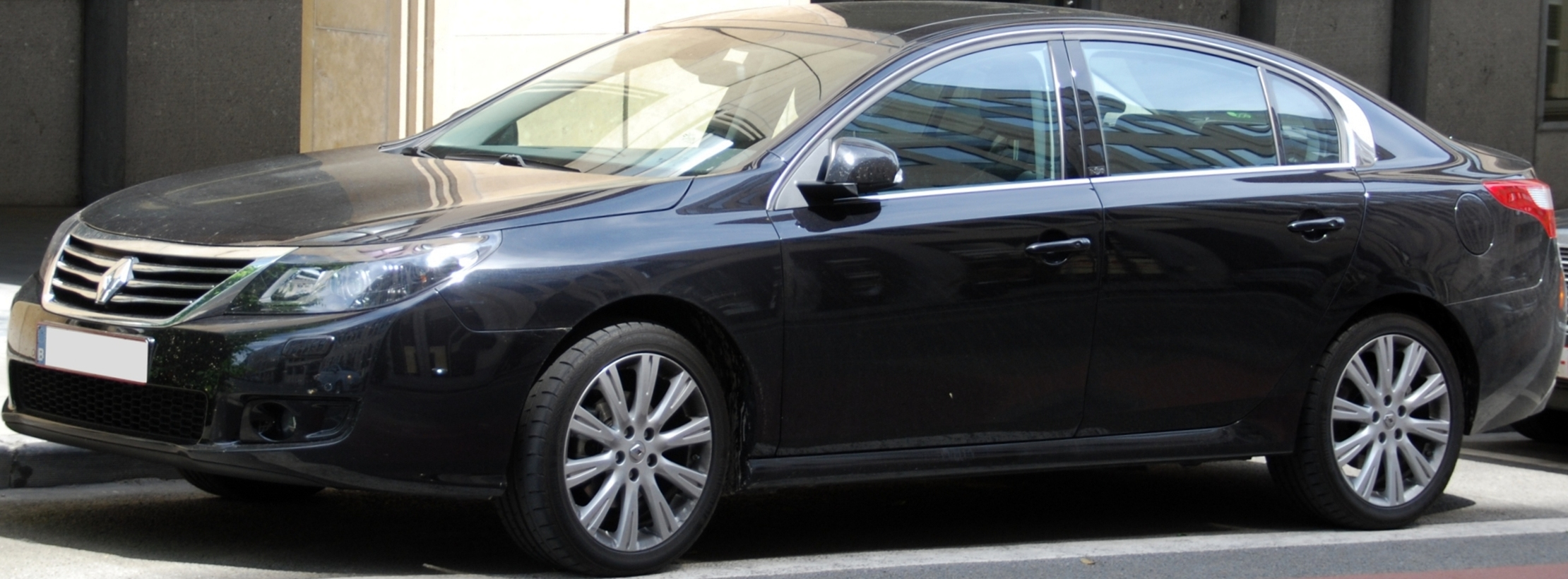
La Renault Latitude viene commercializzata in alcuni Paesi con la denominazione di Renault Safrane III

Nel 2012 è stata introdotta la Safrane III, destinata ad affincare ed in seguito a sostituire la Safrane II prodotta in quel periodo. La Safrane III è un altro esempio di riutilizzo del nome: si tratta infatti della Renault Latitude commercializzata in Europa (ma non in Italia). Il nome Safrane III viene invece utilizzato nei Paesi del Golfo Persico ed in Messico, ossia gli stessi Paesi in cui fino a quel momento era stata commercializzata la Safrane II. Anche la Safrane III deriva da un modello della Renault Samsung e cioè la SM5 terza serie, anch'essa introdotta nel 2010. Il pianale è comunque condiviso anche con la nuova generazione della Nissan Teana e con la Laguna III. Rispetto alla "gemella" Latitude, la Safrane III presenta differenze nell'abitacolo, dove monta un gruppo plancia-cruscotto derivato da quello della "cugina" asiatica, la SM5. Un'altra differenza sta nella gamma motori, che nel caso della Safrane III è costituita da un'unica unità motrice, ossia il 3 litri turbodiesel da 240 CV. La trasmissione è invece affidata ad un cambio manuale a 6 marce. In alternativa è possibile avere invece un cambio automatico, sempre a 6 rapporti. La produzione di questo modello cessa nel 2019.